# Alfa Romeo MiTo
Alfa Romeo MiTo är en personbil, tillverkad av den italienska biltillverkaren Alfa Romeo sedan 2008.
Bilen introducerades sommaren 2008. Den bygger samma chassi som Fiat Grande Punto och Opel Corsa.

## Motor
| Modell           | Årsmodell | Motor               | Cylindervolym | Effekt     | Bränslesystem             |
| ---------------- | --------- | ------------------- | ------------- | ---------- | ------------------------- |
| 1.3 JTD          | 2008-09   | 4-cyl radmotor DOHC | 1248 cm³      | 90 hk      | Turbodiesel               |
| 1.4 MPI          | 2008-     | 4-cyl radmotor SOHC | 1368 cm³      | 78 hk      | Bränsleinsprutning        |
| 1.4 MPI          | 2008-09   | 4-cyl radmotor SOHC | 1368 cm³      | 95 hk      | Bränsleinsprutning        |
| 1.4 JTB          | 2008-09   | 4-cyl radmotor DOHC | 1368 cm³      | 120-155 hk | Bränsleinsprutning, turbo |
| 1.6 JTD          | 2008-     | 4-cyl radmotor DOHC | 1598 cm³      | 120 hk     | Turbodiesel               |
| 1.3 JTD          | 2010-     | 4-cyl radmotor DOHC | 1248 cm³      | 95 hk      | Turbodiesel               |
| 1.4 MPI Multiair | 2010-     | 4-cyl radmotor SOHC | 1368 cm³      | 105 hk     | Bränsleinsprutning        |
| 1.4 JTB Multiair | 2010-     | 4-cyl radmotor DOHC | 1368 cm³      | 135-170 hk | Bränsleinsprutning, turbo |